# Cyphocharax gillii
Cyphocharax gillii är en fiskart som först beskrevs av Eigenmann och Kennedy, 1903.  Cyphocharax gillii ingår i släktet Cyphocharax och familjen Curimatidae. Inga underarter finns listade i Catalogue of Life.